# 2273 Ярило
2273 Ярило (2273 Yarilo) — астероїд головного поясу, відкритий 6 березня 1975 року.
Тіссеранів параметр щодо Юпітера — 3,477.
Названо на честь слов'янського міфічного персонажа Ярила.